# Emile Vercken
Emile Victor Mathilde Vercken (Bachmoet, 9 februari 1903 - Kraainem, 27 januari 1943) was een Belgische atleet en hockeyer. Hij nam in beide sporten deel aan de Olympische Spelen. Als atleet was hij gespecialiseerd in de sprint en behaalde hij één Belgische titel.

## Biografie
Als atleet werd Vercken in 1926 Belgisch kampioen op de 400 m. Hij was aangesloten bij Football Club Luik. In 1928 nam hij op de 4 x 400 m deel aan de Olympische Spelen in Amsterdam. Hij werd met de Belgische ploeg uitgeschakeld in de reeksen.
Op diezelfde Spelen was Vercken ook lid van de Belgische hockeyploeg die vierde eindigde. Hij was aangesloten bij Daring Brussel. Na zijn carrière als hockeyspeler werd hij ook internationaal hockeyscheidsrechter.

## Belgische kampioenschappen
| Onderdeel | Jaar |
| --------- | ---- |
| 400 m     | 1926 |

## Persoonlijk record
| Onderdeel | Prestatie | Datum       | Plaats |
| --------- | --------- | ----------- | ------ |
| 400 m     | 50,2 s    | 4 juli 1926 | Ukkel  |

## Palmares

### atletiek

#### 200 m
- 1926:  BK AC

#### 400 m
- 1926:  BK AC - 50,2 s

#### 4 x 400 m
- 1928: 5e in reeks OS in Amsterdam

### hockey
- 1928: 4e OS in Amsterdam